# Neville Wran
Neville Kenneth Wran, AC, CNZM, QC (11 de octubre de 1926 - 20 de abril de 2014) fue un político y abogado australiano. Fue Primer Ministro de Nueva Gales del Sur entre 1976 y 1986. Fue Presidente Nacional del Partido Laborista Australiano (ALP) de 1980 a 1986. También fue Presidente de la Fundación Lionel Murphy y de la Organización de Investigación Científica e Industrial del Commonwealth (CSIRO) de 1986 a 1991.
Wran nació en Paddington, Nueva Gales del Sur y se educó en Balmain. Se casó dos veces y tuvo cinco hijos.
Wran murió de demencia el 20 de abril de 2014 en Elizabeth Bay, Nueva Gales del Sur. Tenía 87 años.